# إسحاق نايلور
إسحاق نايلور (بالإنجليزية: Isaac Naylor)‏ هو سياسي أمريكي، ولد في 1 يوليو 1824 في مقاطعة مورغان في الولايات المتحدة، وتوفي في 16 أبريل 1885 في غالفستون في الولايات المتحدة.